# Hollogne-sur-Geer
Hollogne-sur-Geer is een dorp en deelgemeente van de gemeente Geer in de Belgische provincie Luik. Het was een zelfstandige gemeente tot het bij de fusie van 1977 toegevoegd werd aan de gemeente Geer.
Hollogne-sur-Geer ligt in het oosten van de gemeente Geer. De dorpskom ligt aan de Jeker. De oude Romeinse heerweg van Tongeren naar Bavay, de huidige N69 vormt de zuidgrens van de deelgemeente. Hollogne-sur-Geer is een landbouwdorp in Droog-Haspengouw met een vrij grote dorpskom. Er is vooral akkerbouw en veeteelt. Er bevond zich een suikerraffinaderij van de groep Tiense Suikerraffinaderij.

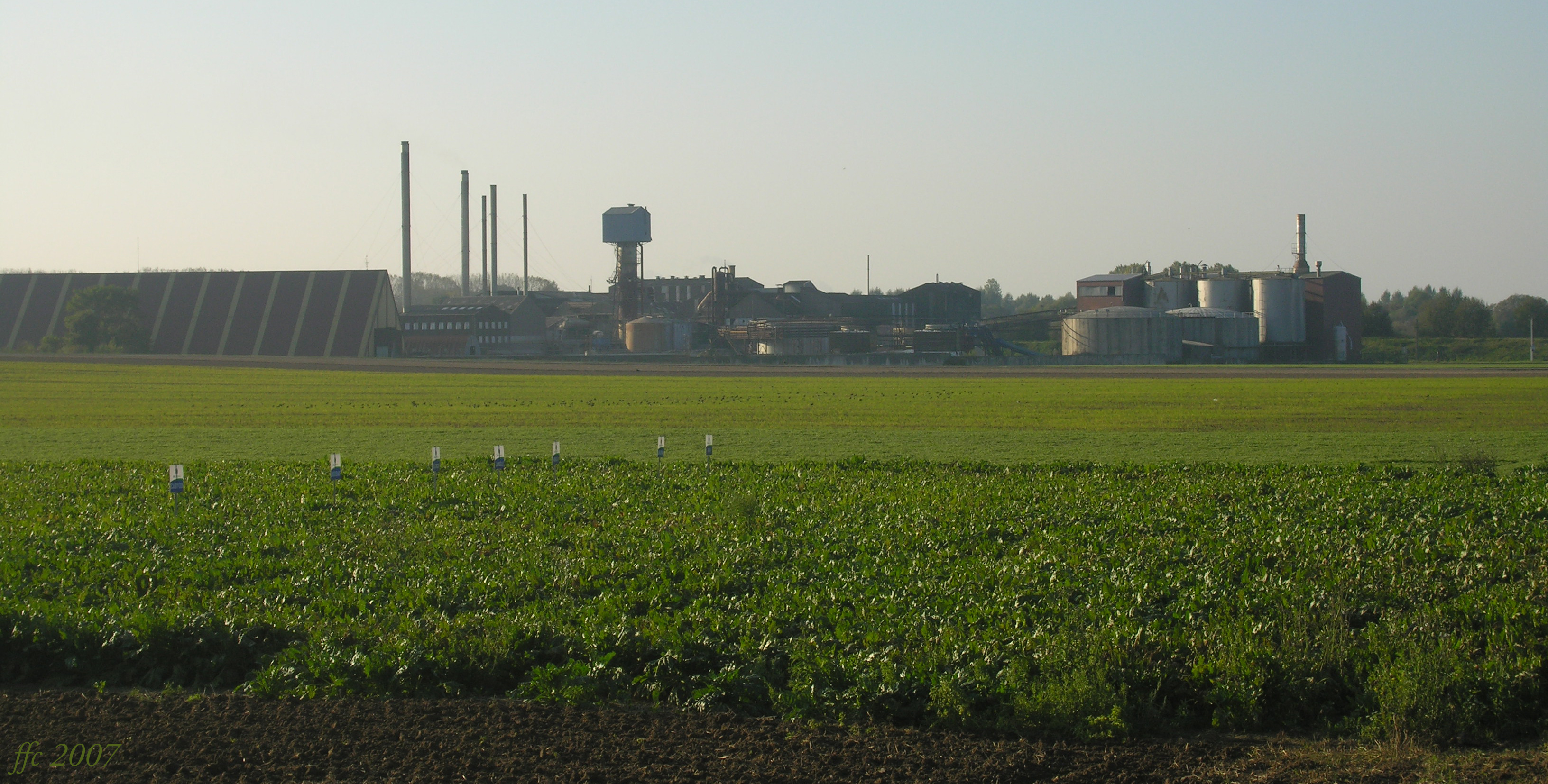
Proefvelden met de suikerraffinaderij op de achtergrond

## Geschiedenis
Hollogne-sur-Geer is een oude heerlijkheid in het prinsbisdom Luik dat echter een leen was van het feodaal hof van Namen. Deze ingewikkelde situatie zorgde regelmatig voor conflictsituaties. Vanaf 1311 was de heer van Hollogne ook heer van Boëlhe, Darion en van Le Manil die elk tot dan toe een eigen heerlijkheid vormden.

## Bezienswaardigheden
- De Sint-Brixiuskerk (Église Saint-Brice) waarvan de oudste delen dateren uit de 11de eeuw. Het schip dateert uit de 13de eeuw en het transept en het koor uit de 16de en 17de eeuw. In de kerk bevindt zich een houten kruis uit de 12de eeuw, biechtstoelen uit 1630 in renaissancestijl en een doopvont uit de 16de eeuw. De kerk werd in 1950 beschermd als monument.
- De ruïnes van het voormalige Kasteel van Hollogne waarvan nog enkel een toren uit de 17de eeuw en een gebouw uit de 16de eeuw overblijft. Het kasteel zelf was in 1652 gebouwd op de fundamenten van een oude burcht. De site werd in 1976 beschermd.
- De Moulin Castral uit 1646 is een middenslagmolen op de Jeker. Deze ligt in de omgeving van het kasteel en werd gebouwd in opdracht van de toenmalige kasteelheer. De molen fungeerde tot in 1948 als korenmolen. Het rad en de moleninrichting dateerde van de 19de eeuw en werd verwijderd in 2003. Na een volledige restauratie is de molen sinds januari 2008 terug in gebruik voor de aanmaak van groene stroom. De molen werd in 1977 beschermd als monument.
- Eveneens op de site van het kasteel en de molen ligt een voormalige brouwerij uit 1753. Deze werd in 1976 beschermd als monument.
- Een kruiswegkapel uit de 18de eeuw werd in 1973 met haar omgeving beschermd als landschap.
- In Hollogne-sur-Geer liggen nog verscheidene oude grote vierkantshoeves zoals de Ferme Pirlot en de Ferme du Manil.

## Natuur en landschap
Hollogne-sur-Geer ligt aan de Jeker. De bezinkvijvers van de voormalige suikerfabriek zijn nu onderdeel van het Réserve Naturelle du Haut-Geer. De hoogte aan de kerk bedraagt 124 meter.

## Demografische ontwikkeling
- Bronnen:NIS, Opm:1831 tot en met 1970=volkstellingen, 1976= inwoneraantal op 31 december

## Nabijgelegen kernen
Grand-Axhe, Celles, Omal, Darion, Geer, Crenwick, Berloz
Deelgemeenten: Boëlhe · Darion · Geer · Hollogne-sur-Geer · Lens-Saint-Servais · Ligney · Omal

Belgische gemeenten · arrondissement Borgworm · provincie Luik · Wallonië